# Tudo É Permitido
Tudo É Permitido é o quinto álbum de estúdio da banda brasileira de pop rock Kid Abelha, anteriormente conhecidos como Kid Abelha e Os Abóboras Selvagens. Lançado originalmente em 30 de junho de 1991 pela Warner Music, o álbum teve a produção de George Israel e Nilo Romero e vendeu cerca de 90 mil cópias, extraindo algumas das canções de maiores sucesso de sua carreira como "Grand Hotel", "Gosto de Ser Cruel" e "Não Vou Ficar", além do single "No Seu Lugar", presente na coletânea lançada um ano antes.

## Presença em "Vamp" (1991/1992)
Desse álbum, a canção "Não Vou Ficar" acabou entrando para a trilha sonora da novela Vamp, exibida pela TV Globo entre 1991 e 1992. Na trama de Antônio Calmon ela fez parte da trilha complementar "Rádio Corsário - O Som da Galera Vamp", lançada em 1991 na ocasião da exibição da novela.

## Lista de faixas
| N.º | Título               | Compositor(es)                               | Duração |  |
| 1.  | "A Palavra Forte"    | Paula Toller, George Israel                  | 2:33    |  |
| 2.  | "Lolita"             | Bruno Fortunato, Paula Toller, George Israel | 3:58    |  |
| 3.  | "A Indecência"       | D.H. Lawrence, Paula Toller, George Israel   | 4:11    |  |
| 4.  | "Não Vou Ficar"      | Tim Maia                                     | 3:29    |  |
| 5.  | "Eletricidade"       | Nilo Romero, George Israel, Cazuza           | 3:44    |  |
| 6.  | "Grand' Hotel"       | Paula Toller, George Israel, Lui Farias      | 3:29    |  |
| 7.  | "Fantasias"          | Paula Toller, George Israel                  | 4:05    |  |
| 8.  | "Gosto de Ser Cruel" | Paula Toller, George Israel                  | 3:17    |  |
| 9.  | "No Seu Lugar"       | Paula Toller, George Israel, Lui Farias      | 3:50    |  |
| 10. | "Fuga Nº II"         | Rita Lee, Arnaldo Baptista, Sérgio Dias      | 4:00    |  |

## Ficha Técnica

### Banda
- Paula Toller — Voz
- George Israel — Saxofone, Violão
- Bruno Fortunato — Guitarra

### Músicos
| - Nilo Romero — baixo - Kadu Menezes — bateria - Alex Holanda — percussão em "A Palavra Forte" e "Fantasias" - Maurício Gaetani — teclado em "Lolita" e piano em "Grand'Hotel" - William Magalhães — órgão em "Não Vou Ficar" e teclado em "Eletricidade" - Senô Bezerra — trombone em "Não Vou Ficar" - Demétrio Bezerra — trompete em "Não Vou Ficar" | - George Israel — produção - Nilo Romero — produção - Mauro Bianchi — engenheiro de gravação - Antoine Midani — engenheiro de gravação - Paulo Junqueiro — supervisão de produção, engenheiro de gravação, mixagem - Vitor Farias — supervisão de produção, engenheiro de gravação, mixagem - Guilherme Calicchio — técnico assistente |

## Vendas e certificações
| País / Certificadora | Vendas |
| -------------------- | ------ |
| Brasil (ABPD)        | 90.000 |